# József Rády
József Rády (22 de setembro de 1884 – 11 de outubro de 1957) foi um esgrimista húngaro que participou dos Jogos Olímpicos de Verão de 1924 e de 1928, sob a bandeira da Hungria.